# Jesse Michaels
Jesse Michaels (Berkeley (Californië), 2 april 1969) is een Amerikaanse tekstschrijver en gitarist. Zijn teksten gaan over politieke aspecten, racisme en andere sociale problemen.
Van 1987 tot 1989 was hij actief als de zanger en tekstschrijver van Operation Ivy. Toen de band stopte stapte hij over naar Big Rig, tot hij in 1999 de nieuwe band Common Rider vormde.
- Gemeinsame Normdatei: 1096201895
- International Standard Name Identifier: 0000 0004 0343 2271
- Library of Congress Control Number: n2013022923
- MusicBrainz: cf8b6e69-523c-4a64-b2e8-c64f171b742b
- Virtual International Authority File: 300305400
- WorldCat: E39PBJcKPJwvKCDwdM66vbQDv3